# Pontijnse moerassen

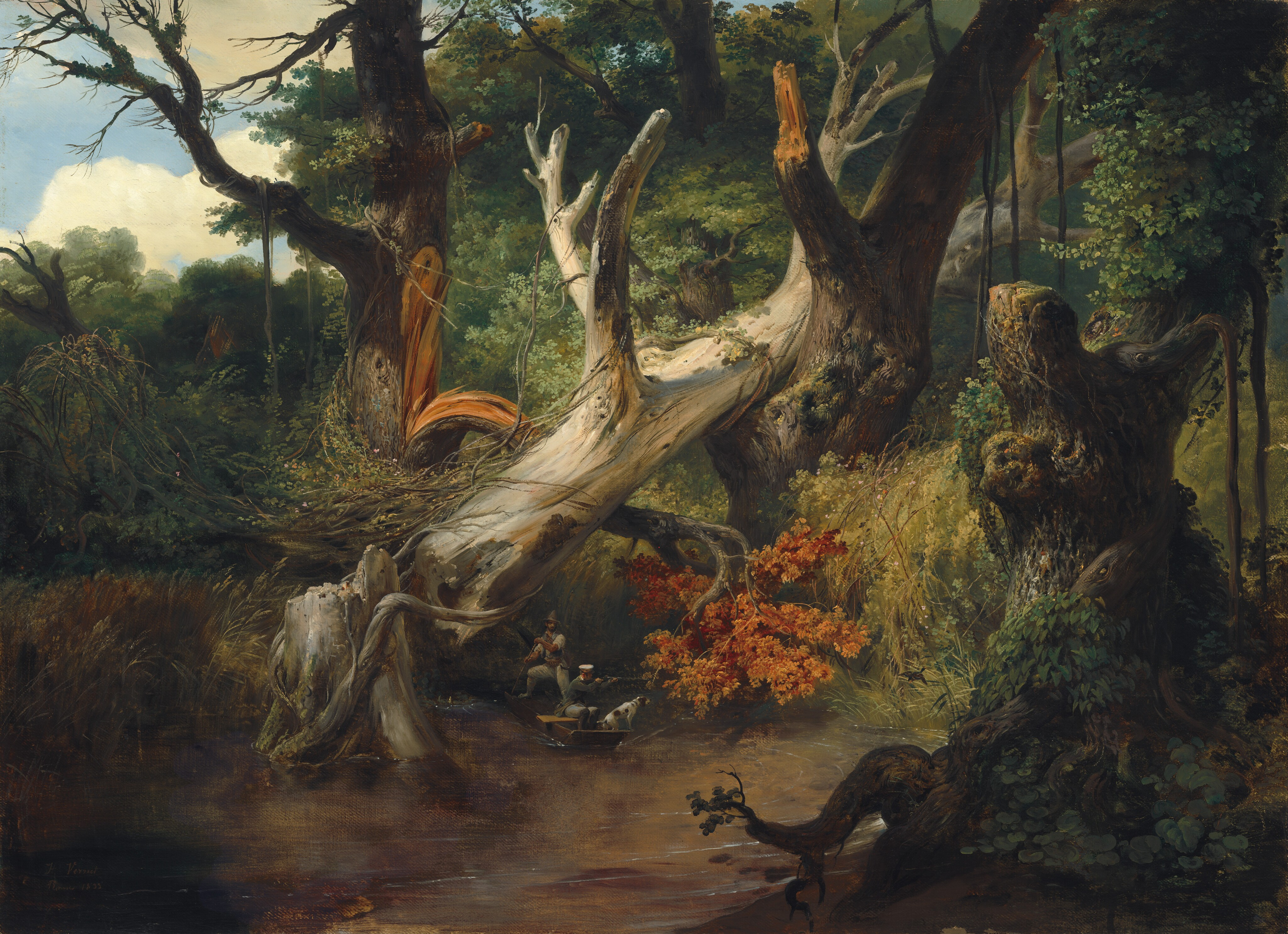
Jacht in de Pontijnse moerassen, romantisch schilderij van Horace Vernet uit 1833.

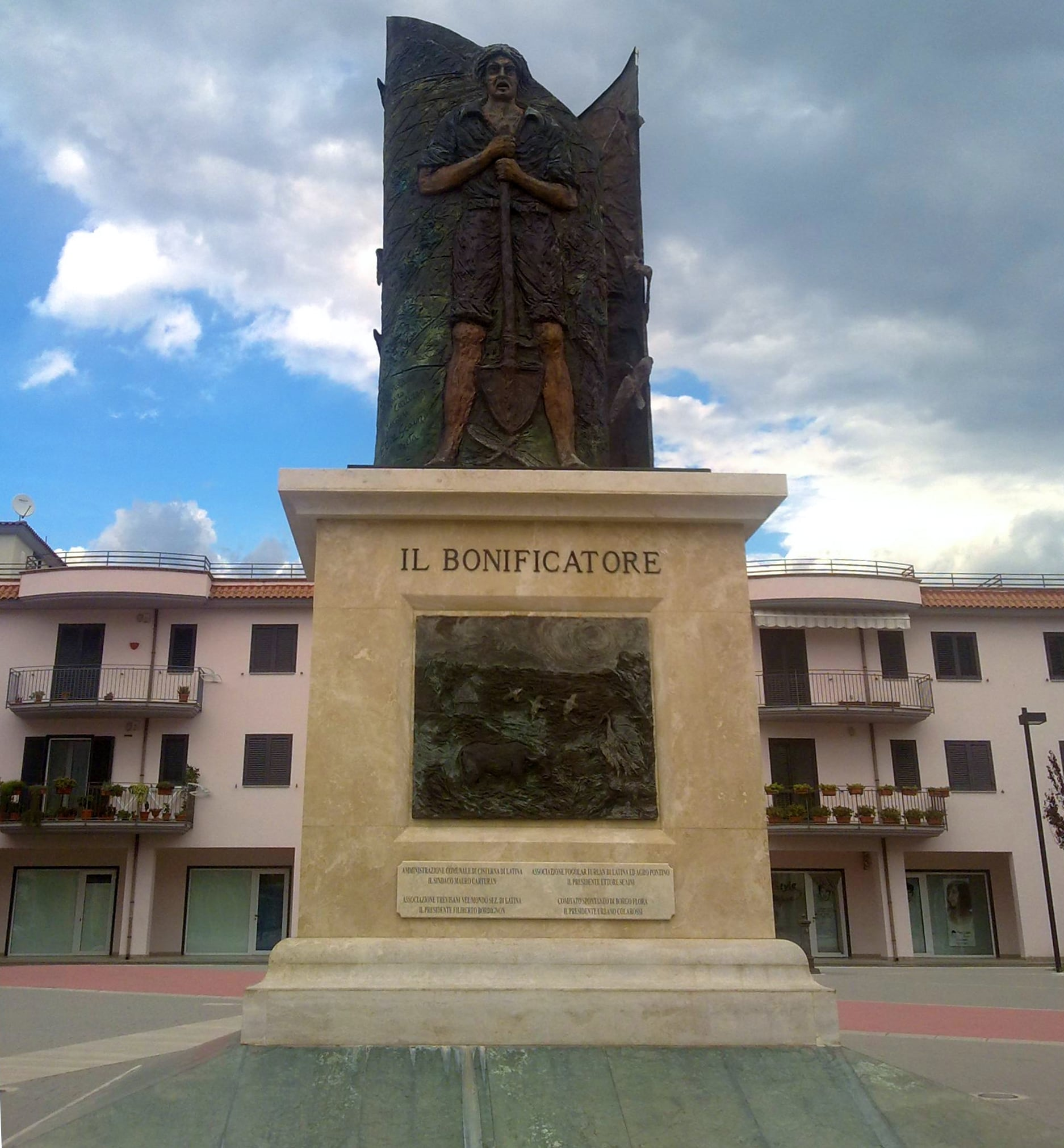
Monument van de drooglegger in Borgo Flora

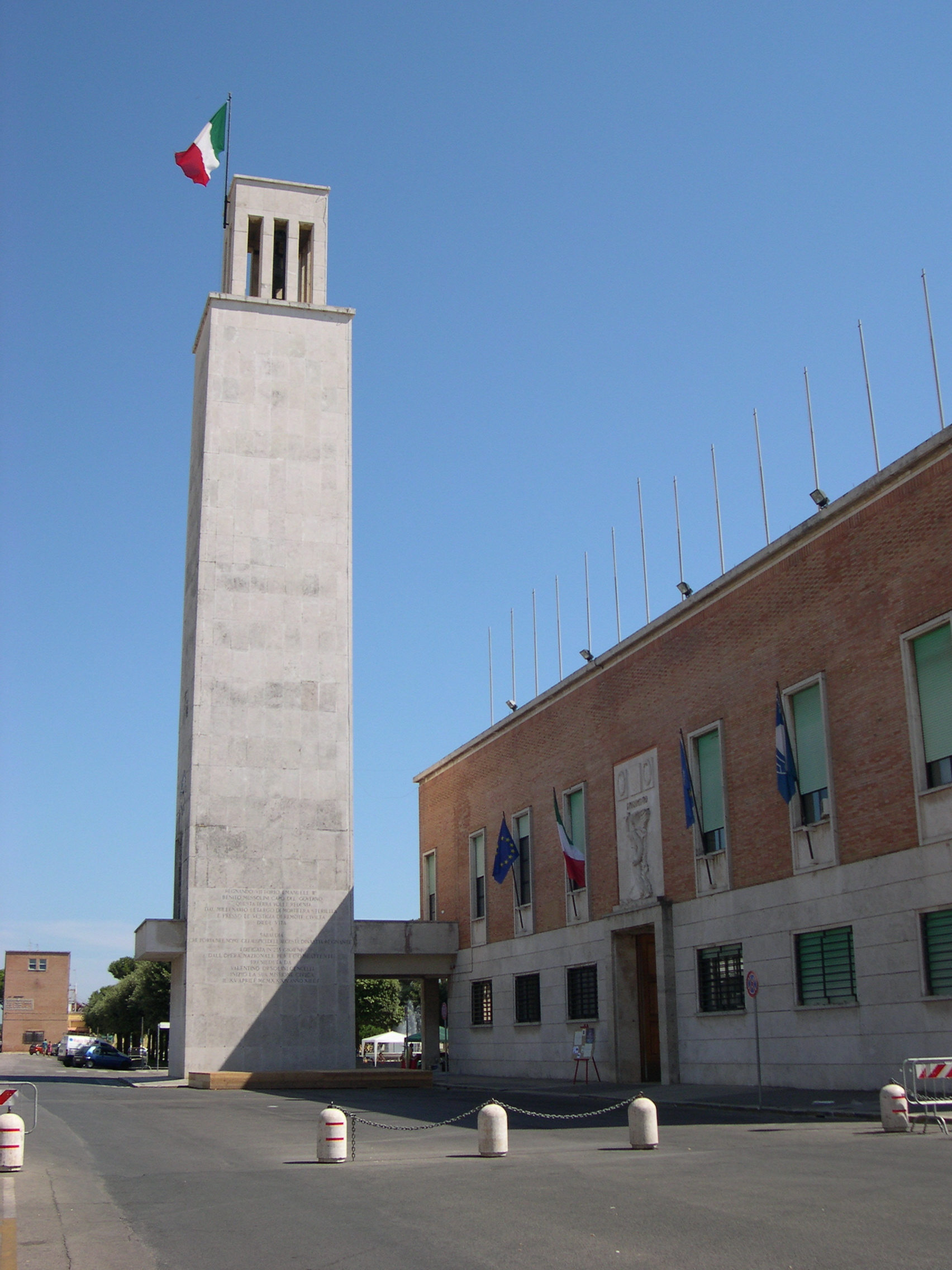
Sabaudia

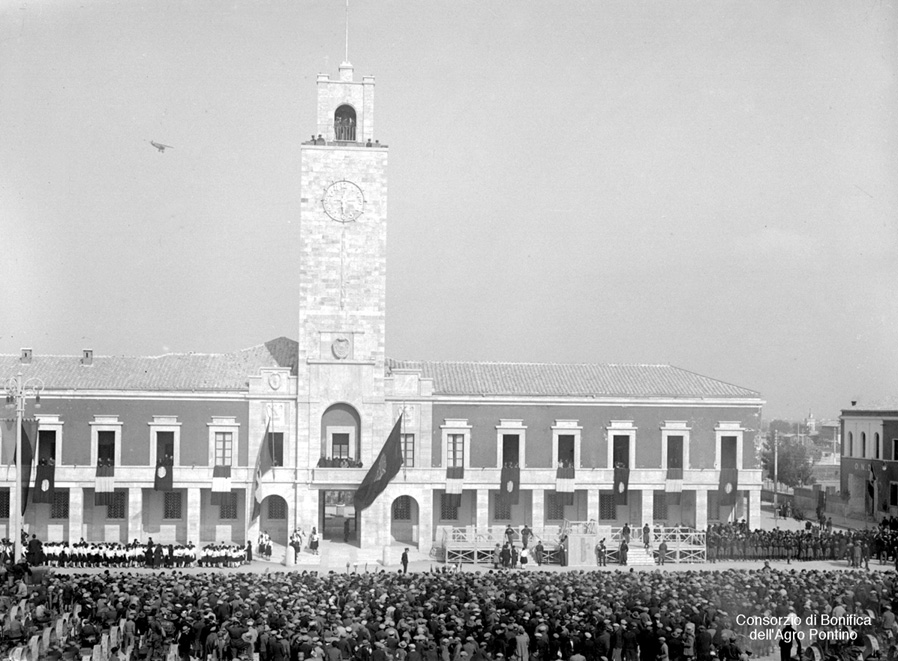
De inhuldiging van Littoria

De Pontijnse moerassen (Italiaans: Paludi Pontino, Latijn: Paludes Pontinae) was een moerasgebied in de Italiaanse regio Latium. Pogingen tot drooglegging door de oude Romeinen en later door verschillende pausen waren mislukt. In de jaren 1930 vond ten slotte succesvol landaanwinning plaats onder de regering van Benito Mussolini. Sindsdien heet de streek Agro Pontino.
De moerassen besloegen een oppervlakte van ongeveer 775 km² en namen daarmee ongeveer een derde deel van de provincie Latina in beslag. Het gebied was eeuwenlang een broedplaats van malaria.
Omstreeks 500 v.Chr. hadden de Italische Volsken de streek tot een vruchtbare landbouwstreek gemaakt, die circa 350 v.Chr. door de Romeinen werd veroverd.

## Geschiedenis

### Ontstaan
In de eerste en tweede eeuw voor Christus hebben de Romeinen het noordoostelijk van dit gebied gelegen heuvelland op onverantwoorde wijze ontbost. Het hout diende als brandhout en bouwhout voor de stad Rome en werd ook gebruikt voor de bouw van de Romeinse vloot. Het gevolg was dat het debiet van de riviertjes en beekjes, zoals de Ninfa, Teppia, Tepiola en Ufente, die vanuit deze heuvels naar het kustgebied stroomden nu veel groter en onregelmatiger werd, omdat het water nu onmiddellijk na elke regenbui wegliep. De grond erodeerde en werd als slib meegevoerd in de stroompjes, zodat de monding van deze riviertjes dichtslibde. Vooral het laaggelegen gebied tussen de Via Appia en de Lepini-heuvels, het zogenoemde Quartaccio di Mazzochio, veranderde in een groot moeras. Het water bedreigde ook de Via Appia. Rond het begin van de jaartelling zag Keizer Augustus zich genoodzaakt om  een nieuw kanaal te laten aanleggen, de Fiume Antico. Ook het Kwartaire duin, dat slechts enkele meters boven de zeespiegel lag, en een laaggelegen strook land dat door een duinenrij van de zee afgesneden was, kon daardoor niet meer behoorlijk worden ontwaterd.
Malaria, een ernstige aandoening die wordt verspreid door in de moerassen alom aanwezige malariamug roeide de bevolking van het gebied uit of verdreef deze naar elders. Ook aangrenzende gebieden werden door malaria grotendeels ontvolkt. Het gevolg was dat een vroeger dichtbevolkt landbouwgebied op korte afstand van Rome een bijna onbewoonde wildernis werd. Er was alleen nog extensieve veeteelt en visserij. 

### Ontwatering
In de loop der eeuwen is verschillende malen geprobeerd de moerassen te ontwateren. In de 16e eeuw verbeterden de pausen Leo X en Sixtus V de waterafvoer door de Fiume Antico te verbeteren. Dit kanaal heet nog steeds Fiume Sisto. Ook in de 17e eeuw werden er plannen gemaakt en over concessies onderhandeld onder anderen door de Nederlanders Nicolaes Corneliszoon de Wit en Cornelis Janszoon Meijer. Het verzet van herders en vissers uit de omliggende hogere gronden (Sezze, Sermoneta) en het ontbreken van organisatie voor het beheer van de waterlopen en dijken die betaald werd door de nieuwe gebruikers, zijn twee factoren die ervoor zorgden dat de vele plannen niet tot uitvoering kwamen of dat de uitgevoerde werken binnen korte tijd vernield werden of door gebrek aan onderhoud instortten. Pas onder het regime van paus Pius VI (1775-1800) werden er grote stappen gezet. Er werden nieuwe kanalen gegraven zoals de Rio Martino en de Linea Pio langs de Via Appia en er kwam een soort waterschap tot stand. In 1862 richtte het jonge koninkrijk Italië de Consorzio idrografica della Bonificazione Pontino op. De onderhoudslasten werden verdeeld over rijk (25%), provincie (15%) en de grondeigenaren (60%). In 1907 werd het eerste stoomgemaal bij Strada Forecellata in gebruik genomen.

### Ontginning
Tussen 1926 en 1936 werd ook de ontwatering van de Piscinaria, het Kwartaire duin en de kustlaagten ter hand genomen door het fascistische regime van Mussolini. Dit gebied is 48.762 hectare groot en tegenwoordig in beheer van het Consorzio di Piscinara. Het plan was ontworpen door de ingenieur Natale Prampolini en voorzag in het graven van een nieuw kanaal om het water van de rivieren uit de Lepini-heuvels via de kortst mogelijke weg af te voeren naar zee. Dit is het zogenaamde Mussolinikanaal, dat in 1944 is omgedoopt in Aqua Alta. De uitvoering kwam al snel in handen van de Opera Nazionale Combattenti (Bureau van oud-strijders) onder leiding van graaf Cencelli. In drie jaar tijd kregen 30.000 landloze boeren uit de Povlakte in de Piscinaria een stuk land en een nieuwe boerderij. Ook zijn er veel Eucalyptussen, gekweekt met ingevoerde Australische bomen, aangeplant omdat ze grote hoeveelheden water kunnen vasthouden en om als windkering te dienen. De ontginning was een van de grote successen van het regime, en werd in de propaganda gebruikt.

### Tweede Wereldoorlog
In 1943, na de Italiaanse capitulatie, gaven Erich Martini en Ernst Rodenwaldt van de Militaire Medische Academie te Berlijn, opdracht de Pontijnse moerassen opnieuw onder water te zetten door de pompen van de gemalen te vernielen. Hierdoor keerde niet alleen de malaria terug, maar wist men ook zeker dat de vector van de ziekte, Anopheles lanei, de moerassen zou koloniseren omdat de larven hiervan in zout water konden overleven. Bovendien werd de kininevoorraad naar een geheime locatie in het noorden verplaatst. Dit was derhalve een daad van biologische oorlogvoering om een geallieerde opmars door de moerassen te bemoeilijken. Bovendien was het een wraakactie tegen de Italiaanse bevolking wegens de capitulatie. Circa 100.000 mensen liepen de ziekte op, van wie een onbekend aantal overleed.
Na de Tweede Wereldoorlog is de schade hersteld en zijn de moerassen opnieuw drooggelegd. De provincie Latina is thans een bloeiend landbouwgebied met bijna 500.000 inwoners, waarvan ongeveer 100.000 inwoners in de stad Latina.

## Reservaat
Het unieke ecosysteem in de streek is vrijwel vernietigd. Wel gaf Mussolini in 1934 opdracht tot instelling van het Parco nazionale del Circeo om de resterende natuurwaarden te beschermen. Dit is een van de oudste natuurreservaten van Italië, door de UNESCO erkend als biosfeerreservaat.  Parco nazionale del Circeo heeft anno 2013 een oppervlakte van ruim 5600 hectare. 

## Bebouwing
Vijf plaatsen werden op de Pontijnse vlakte gebouwd: Littoria (het huidige Latina), Sabaudia, Pontinia, Aprilia en Pomezia. Daarnaast werd een dozijn borghi gebouwd voor de boeren op het platteland.

## Nabije gebieden
Ook in het noordoosten van de Pontijnse moerassen, de Quartaccio di Mazzochio (26.567 hectare), dat grotendeels in bezit was van grootgrondbezitters en onder beheer viel van het Consorzio di Bonificazione dell'Agro Pontino, is in de fascistische periode de waterhuishouding en verkaveling verder verbeterd onder druk van Cencelli. Nu ligt het gebied grotendeels lager dan de zeespiegel en wordt het bemalen.